# Gibraltári labdarúgó-bajnokság (első osztály)
A gibraltári labdarúgó-bajnokság első osztálya a legmagasabb szintű, évenként megrendezett labdarúgó-bajnokság Gibraltáron. A pontvadászatot a Gibraltári labdarúgó-szövetség 1905 óta írja ki és bonyolítja le.
A jelenlegi címvédő a Lincoln Red Imps FC.

## A bajnokság rendszere
A bajnokságnak három fordulója van. Az első fordulóban minden csapat megmérkőzik minden másik csapattal egyszer, majd ennek alapján két csoportra oszlik a mezőny. Az első fordulóban első hat helyezést elérő csapat az úgynevezett "bajnoki csoport"-ba, a többi csapat pedig az úgynevezett "kihívás csoport"-ba kerül. Ezt követően a csapatok a maradék két fordulót a saját csoportjukon belül játsszák le. A bajnokság győztese a gibraltári bajnok, amely a következő szezonban az UEFA-bajnokok ligájának selejtezősorozatában indulhat.
Az bajnokság végső sorrendjét az alábbi szempontok szerint határozzák meg:
1. a bajnokságban szerzett pontok összege;
2. Ha az előbbi szempont szerint holtverseny alakul ki, egy vagy több csapat közt, a bajnoki mérkőzések során a szóban forgó csapatok egymás ellen szerzett pontjainak összege;
3. Ha az előbbi szempont szerint holtverseny alakul ki, a bajnoki mérkőzések során a szóban forgó csapatok egymás ellen játszott meccseinek gólkülönbsége;
4. Ha az előbbi szempont szerint holtverseny alakul ki, az erre vonatkozó szabályok szerint kiszámított fair play pontszám;
5. Ha az előbbi szempont szerint holtverseny alakul ki, újabb mérkőzéseket játszanak a csapatok és ezek alapján dőlnek el a kérdéses helyezések.[1]

2019-ben a bajnokság jelentős változtatásokon esett át. Ennek a reformnak a fő céljai a következők: a hazai játékosok nagyobb számban történő foglalkoztatása több játékpercben, a bajnokság és klubjai hosszú távú stabilitásának és fenntarthatóságának biztosítása, valamint a bajnokság és klubjai sikeres márkaként való fejlesztése.

## Jelenlegi csapatok
| - College 1975 FC - Europa FC - Europa Point FC - FC Bruno's Magpies - Glacis United FC - Lincoln Red Imps FC | - Lions Gibraltar FC - Lynx FC - Manchester 62 - Mons Calpe SC - St. Joseph's Football Club |

## Örökmérleg
| Csapat                   | Bajnoki címek száma |
| ------------------------ | ------------------- |
| Lincoln Red Imps FC      | 27                  |
| Prince of Wales FC       | 19                  |
| Glacis United FC         | 17                  |
| FC Britannia XI          | 14                  |
| Gibraltar United FC      | 11                  |
| Manchester 62 FC         | 7                   |
| Europa FC                | 7                   |
| St Theresa's FC          | 3                   |
| South United FC          | 2                   |
| Chief Constructor FC     | 2                   |
| Exiles FC                | 2                   |
| Jubilee FC               | 2                   |
| Gibraltar FC             | 2                   |
| St Joseph's FC           | 1                   |
| Commander of the Yard FC | 1                   |
| Royal Sovereign FC       | 1                   |
| Athletic FC              | 1                   |
| Albion FC                | 1                   |

## Jelentős külföldi játékosok
A félkövérrel jelölt játékosok szerepeltek hazájuk felnőtt válogatott keretében labdarúgó-világbajnokságon.
| - Carl Hoefkens - Alan Arruda - Francisco Javier Martínez Rodríguez - Guillermo Roldán - José Manuel Morales - Juan José Bezares Alarcón - Raúl Navas |

## A bajnokság helyezése az UEFA-rangsorban
A bajnokság helyezése 2022-ben az UEFA rangsorában. (Dőlt betűvel az előző szezonbeli helyezés, zárójelben az UEFA-együttható).
- 48.  (38.)  Észak-macedón bajnokság (7,000)
- 50.  (51.)  Walesi bajnokság (5,500)
- 51.  (49.)  Gibraltar National league (5,416)
- 52.  (52.)  Izlandi bajnokság (5,375)
- 53.  (50.)  Montenegrói bajnokság (4,875)